# Tom Saivon
Tom Saivon, občanským jménem Tomáš Novák (*1. května 1970, Trutnov) je český hudebník, hudební producent, textař, člen souborů Aghiatrias a Skrol a vedoucí osobnost organizace Ars Morta Universum, zabývající se pořádáním koncertních a multimediálních produkcí avantgardních hudebníků a performerů v oblasti ambientní, dark-ambientní, industriální, noisové i nejrůznějších podob progresivní elektronické soudobé vážné hudby. Od roku 1995 organizuje každoročně Pražský industriální festival, kterého se účastní tvůrčí osobnosti a soubory uvedené orientace z celého světa. Je dlouholetým spolupracovníkem skladatele Vladimíra Hirsche a to nejen v rámci hudebních seskupení, ale též coby producent jeho sólových prací.